# Michele di Pietro
Michele di Pietro (ur. 18 stycznia 1747 w Albano Laziale, zm. 2 lipca 1821 w Rzymie) – włoski kardynał.

## Życiorys
Urodził się 18 stycznia 1747 roku w Albano Laziale, jako syn handlarza węglem, Domenica di Pietro. Studiował w rzymskim Collegio Romano, a następnie na La Sapienzy, gdzie uzyskał doktorat utroque iure. 28 października 1771 roku przyjął święcenia kapłańskie. Został wykładowcą prawa kanonicznego i cywilnego na La Sapienzy, a następnie – teologii w Collegio Romano (po kasacie zakonu jezuitów). Pracował także w Kurii Rzymskiej, kiedy to został wyznaczony do zbadania konstytucji cywilnej kleru, wprowadzonej podczas rewolucji francuskiej. 21 lutego 1794 roku został wybrany tytularnym arcybiskupem Isauropolis, a trzy dni później przyjął sakrę. W czasie Republiki Rzymskiej, w połowie maja 1798 roku di Pietro został uwięziony w Zamku Świętego Anioła, jednak uwolniono go po zapłaceniu okupu. W 1800 roku został wyznaczony do opracowania konkordatu z Republiką Francuską. Został także mianowany Łacińskim patriarchą Jerozolimy i asystentem Tronu Papieskiego. 23 lutego 1801 roku został kreowany kardynałem in pectore. Jego nominacja na kardynała prezbitera została ogłoszona na konsystorzu 9 sierpnia 1802 roku i nadano mu kościół tytularny Santa Maria in Via. W 1804 roku, wraz z Piusem VII, udał się do Paryża, by wziąć udział w koronacji cesarskiej Napoleona. Rok później został mianowany proprefektem Kongregacji Rozkrzewiania Wiary. Na wypadek, gdyby papież musiał opuścić Rzym, mianował di Pietra delegatem apostolskim wiecznego miasta. Kardynał był także jedną z głównych osób opracowujących bullę ekskomunikującą Quum memoranda. Gdy wraz z Ercole Consalvim musiał udać się do Francji, przekazał uprawnienia nuncjusza rzymskiego kardynałowi Emmanuele de Gregorio. Po tym jak odmówił wzięcia udziału w ceremonii ślubnej Napoleona i Marii Austriaczki, cesarz zesłał go do Semur-en-Auxois. W 1810 roku został uwięziony w Vincennes, za list do kleru francuskiego, w którym nakazał nie uznawać Jeana-Sifreina Maury’ego za arcybiskupa Paryża. W 1811 roku został przywrócony do stolicy Francji, jednak niemal natychmiast ponownie go osadzono. Po dwóch latach, gdy Pius VII podpisał konkordat z Fontainebleau, został uwolniony, lecz gdy papież wycofał swój podpis, kardynał po raz kolejny znalazł się w więzieniu. Wiosną 1814 roku rząd tymczasowy uwolnił di Pietra, który powrócił do Rzymu. Został penitencjariuszem większym, a 8 marca 1816 roku został podniesiony do rangi kardynałem biskupem i otrzymał diecezję suburbikarną Albano. W 1818 roku został prefektem Kongregacji Indeksu, a dwa lata później objął diecezję podmiejską Porto-Santa Rufina. Zmarł 2 lipca 1821 roku w Rzymie.